# Giải Primetime Emmy lần thứ 71
Giải Primetime Emmy lần thứ 71 nhằm vinh danh những chương trình truyền hình Mỹ xuất sắc nhất chiếu vào khung giờ vàng (prime time) trong thời gian từ ngày 1 tháng 6 năm 2018 đến ngày 31 tháng 5 năm 2019 và do Viện Hàn lâm Khoa học và Nghệ thuật Truyền hình tổ chức. Lễ trao giải diễn ra vào ngày 22 tháng 9 năm 2019 tại Nhà hát Microsoft ở Downtown Los Angeles, California và được đài Fox phát sóng tại Mỹ. Trước đó lễ trao giải Primetime Creative Arts Emmy lần thứ 71 (dành cho các hạng mục kĩ thuật) đã diễn ra vào ngày 14-15 tháng 9. Đây là chương trình thứ 4 trong lịch sử không có người chủ trì kể từ những lễ trao giải vào các năm 2003 (cũng phát sóng trên Fox), 1998 (trên NBC) và 1975 (trên CBS).
D'Arcy Carden và Ken Jeong là những người công bố các đề cử vào ngày 16 tháng 7 năm 2019. Game of Thrones dẫn đầu về số lượng đề cử (14), bao gồm 9 hạng mục cho diễn xuất và 3 hạng mục cho chỉ đạo; xếp kế tiếp là When They See Us (11 đề cử) và Barry (9 đề cử). Nếu tính cả những đề cử tại giải Creative Arts, Game of Thrones đã thiết lập một kỷ lục mới cho nhiều lượng đề cử Emmy nhất (32) nhận được trong cùng năm so với bất kì sê-ri hài/chính kịch nào khác, trong khi đó Pop TV nhận được các đề cử Primetime Emmy đầu tiên của kênh với Schitt's Creek.
Fleabag chiến thắng nhiều hạng mục quan trọng nhất (4 giải), bao gồm cả hạng mục sê-ri hài xuất sắc nhất, xếp kế tiếp là Chernobyl (3 danh hiệu) trong đó có sê-ri truyền hình ngắn tập xuất sắc. Với những danh hiệu giành được, Game of Thrones phá vỡ hoặc tái lập một số kỷ lục, trong đó loạt phim đã trở thành sê-ri đầu tiên trong lịch sử ẵm giải sê-ri chính kịch xuất sắc cho mùa phim thứ 8, và tái lập kỷ lục nhiều chiến thắng nhất ở hạng mục này (4 giải). Nếu tính cả những danh hiệu Creative Arts, sê-ri đã tái hiện kỷ lục của chính mình với nhiều danh hiệu Emmy nhất mà một sê-ri truyền hình giành được chỉ trong một mùa phim, trong khi nam diễn viên Peter Dinklage thiết lập thêm kỷ lục mới với nhiều chiến thắng nhất ở hạng mục nam diễn viên phụ phim truyền hình chính kịch xuất sắc (4 lần) với vai diễn Tyrion trong phim.

## Đoạt giải và đề cử

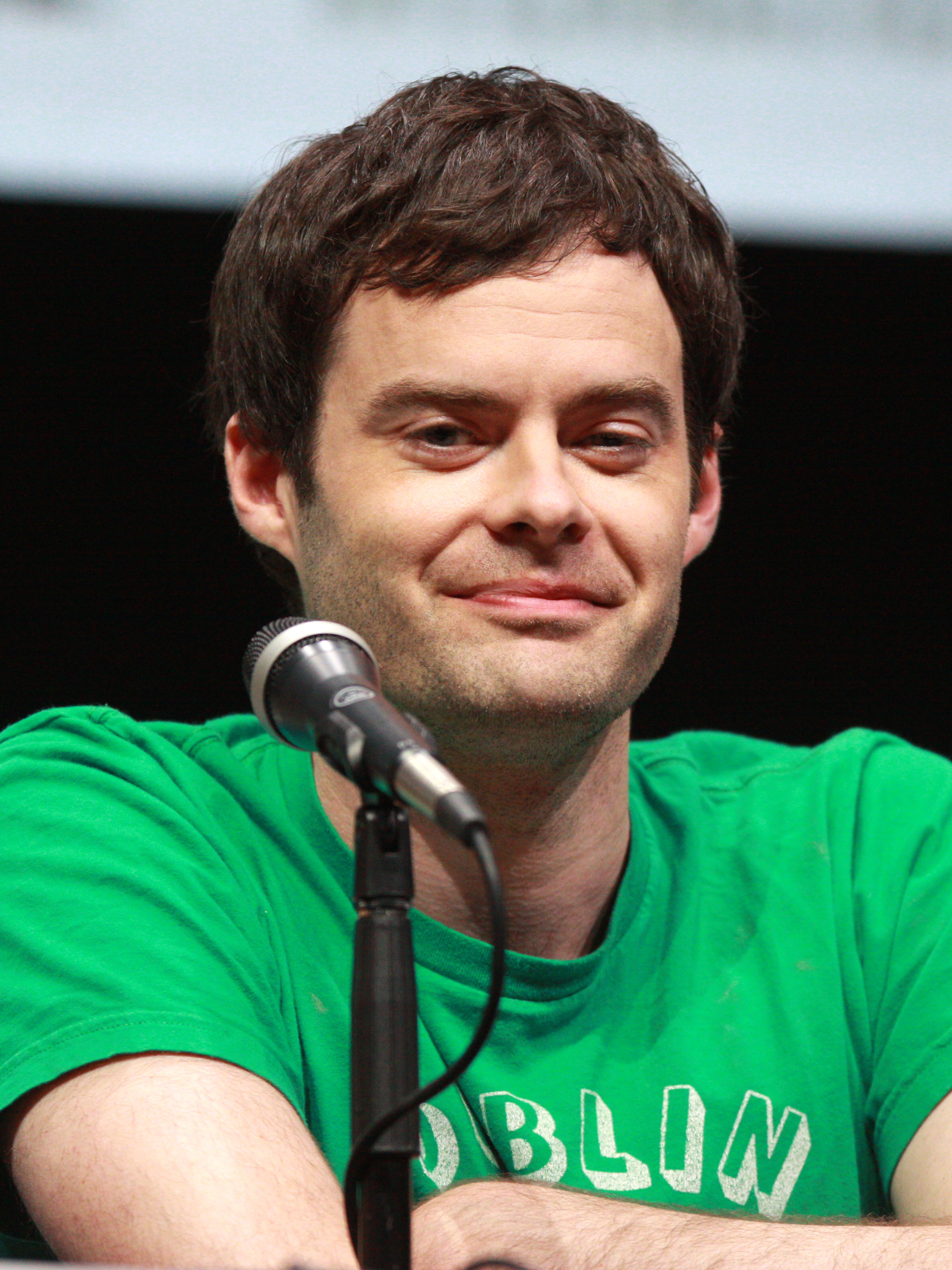
Bill Hader, chủ nhân giải nam diễn viên chính phim truyền hình hài xuất sắc

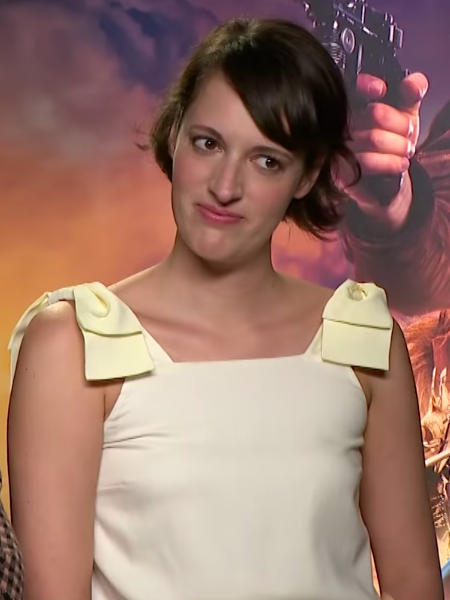
Phoebe Waller-Bridge, chủ nhân giải nữ diễn viên chính phim truyền hình hài xuất sắc

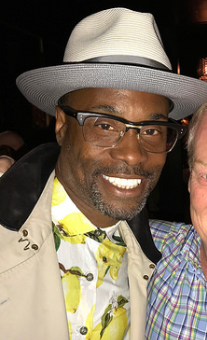
Billy Porter, chủ nhân giải nam diễn viên chính phim truyền hình chính kịch xuất sắc

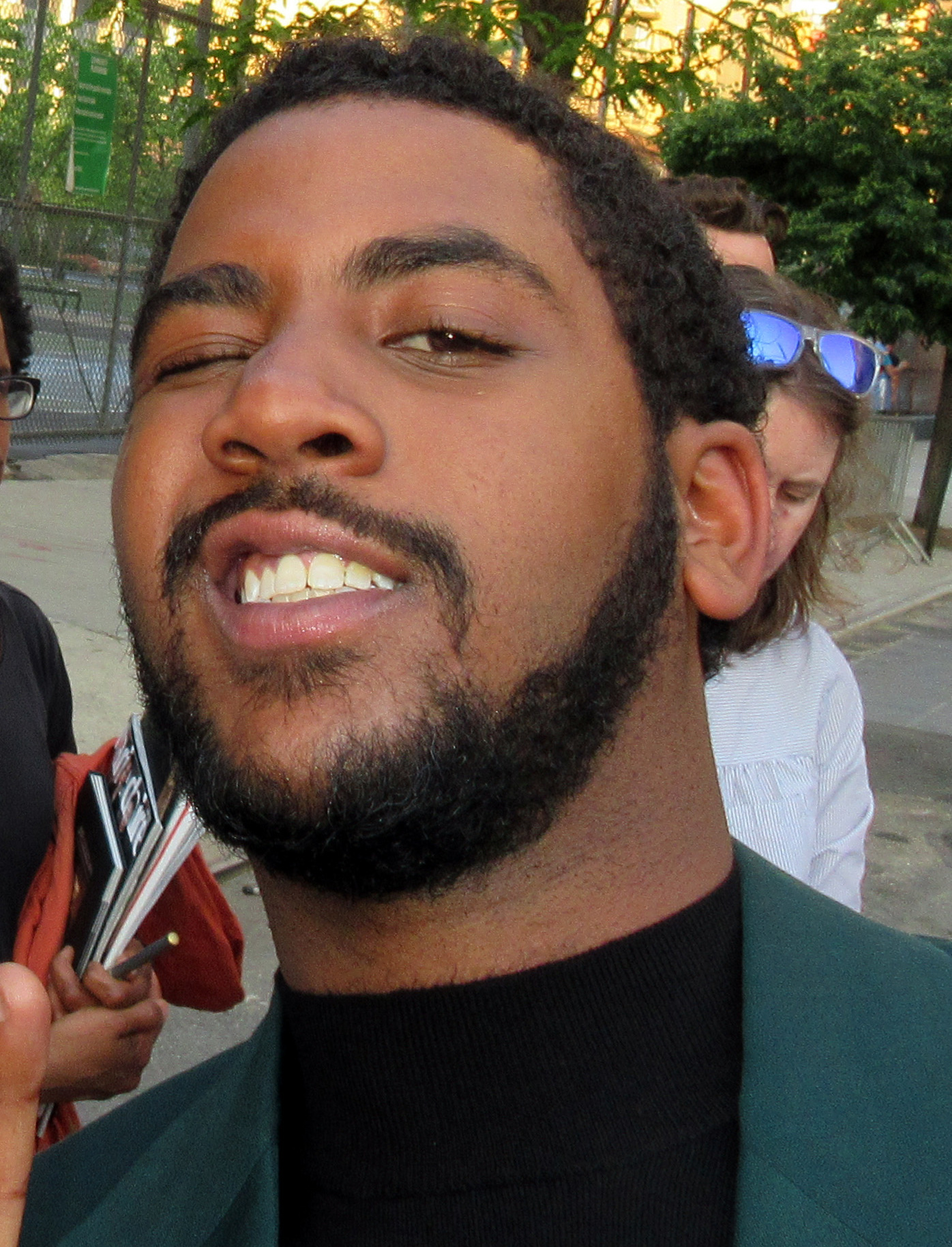
Jharrel Jerome, chủ nhân giải nam diễn viên chính loạt phim ngắn tập/phim truyền hình một tập xuất sắc

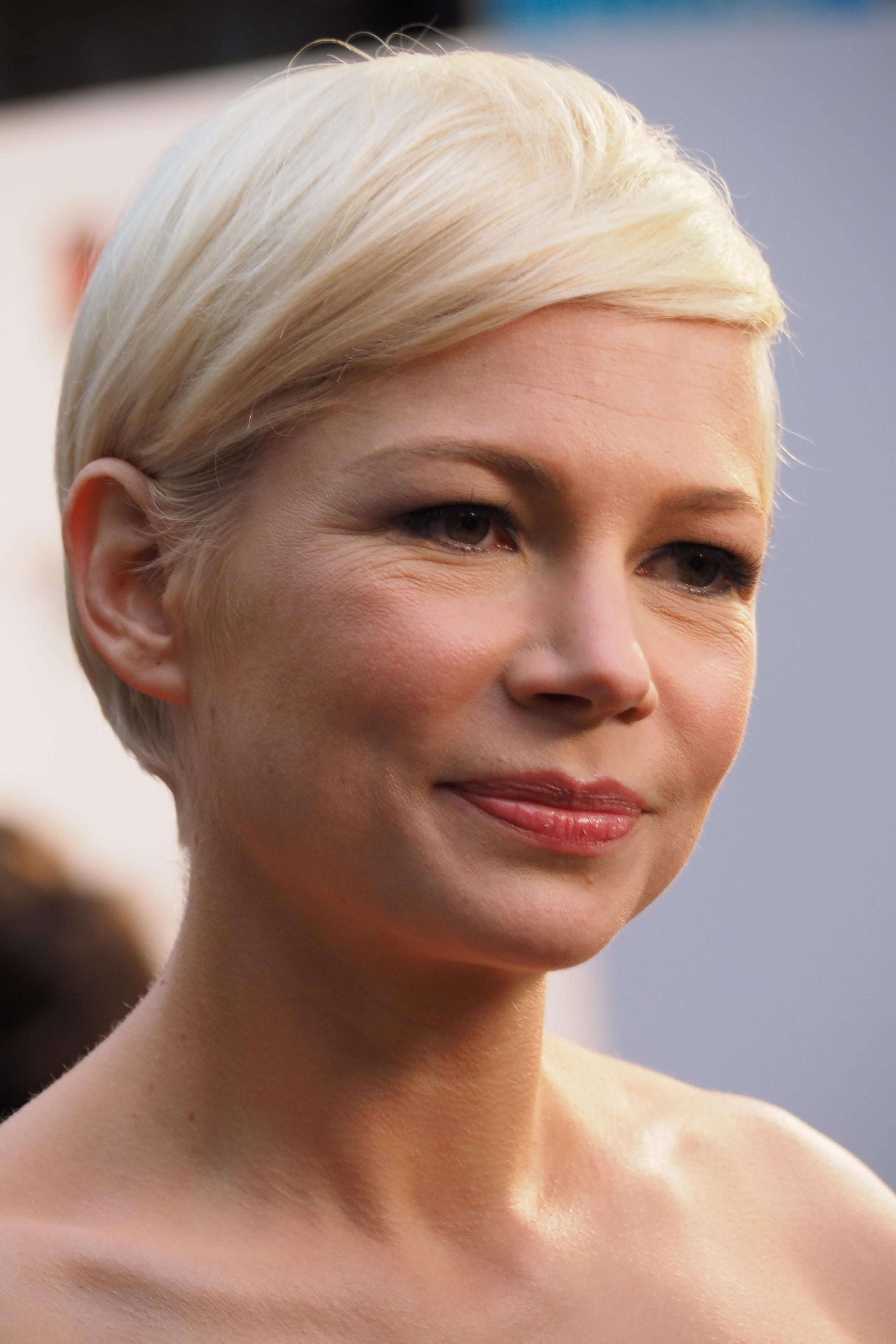
Michelle Williams, chủ nhân giải nữ diễn viên chính loạt phim ngắn tập/phim truyền hình một tập xuất sắc

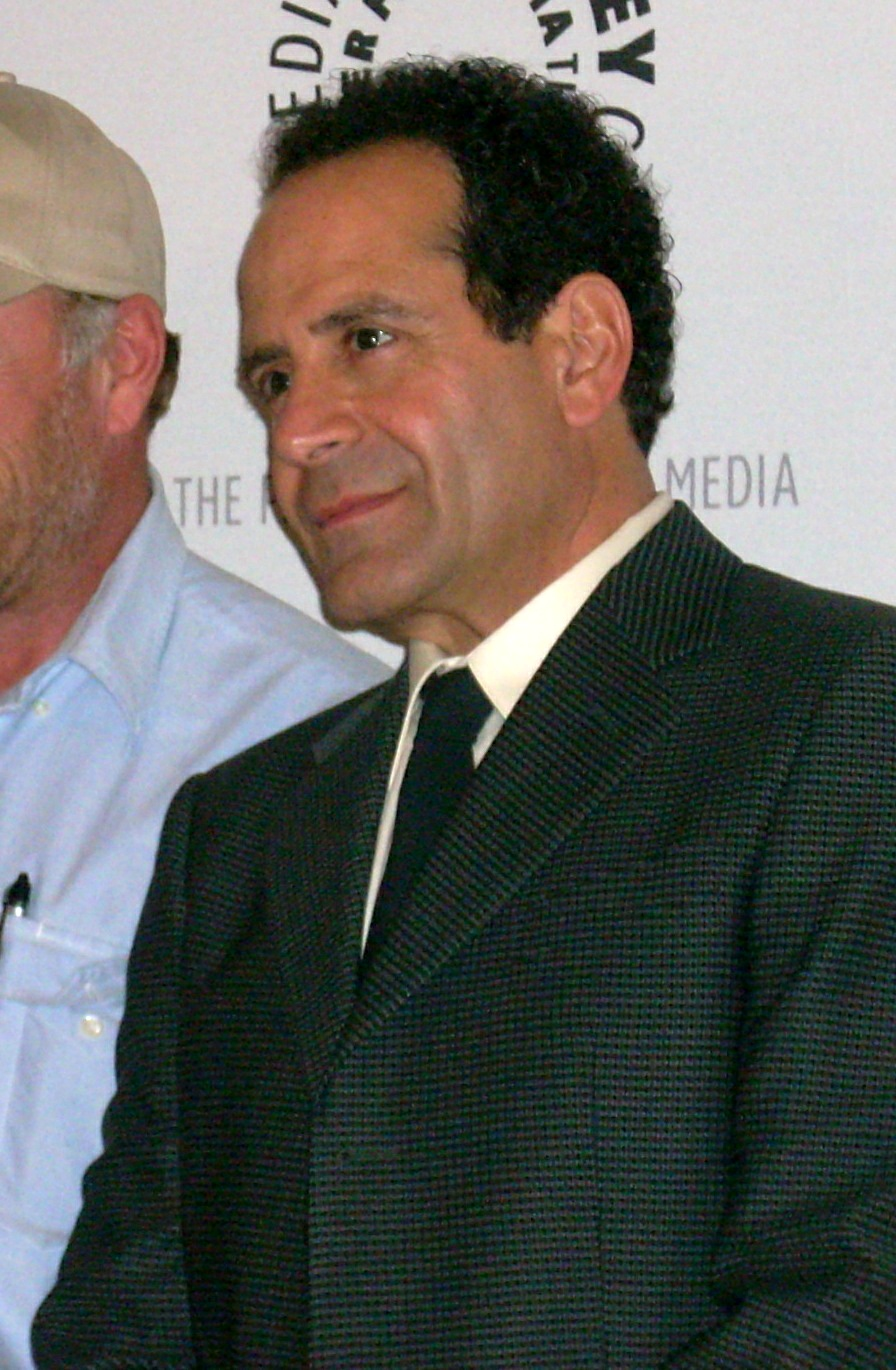
Tony Shalhoub, chủ nhân giải nam diễn viên phụ phim truyền hình hài xuất sắc

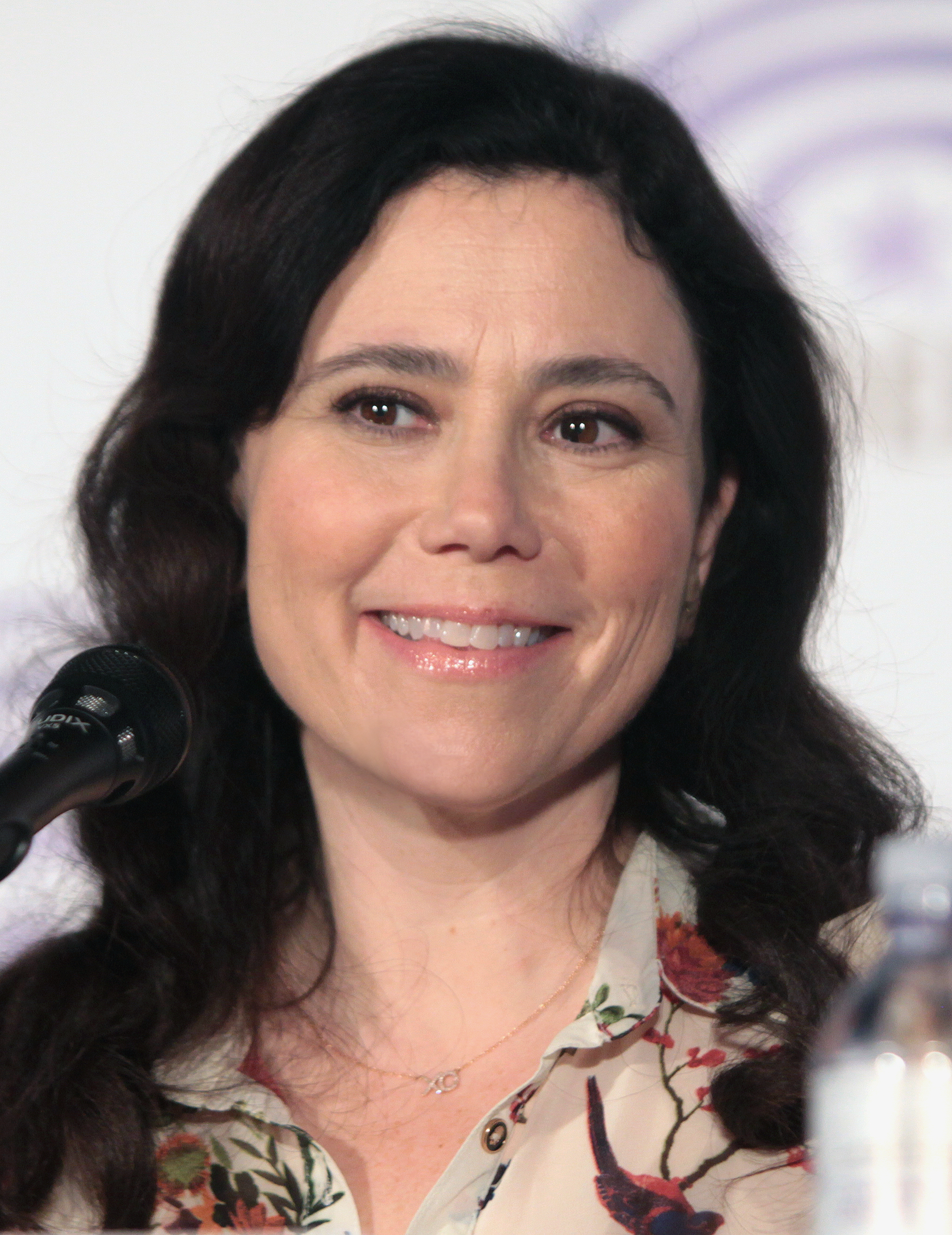
Alex Borstein, chủ nhân giải nữ diễn viên phụ phim truyền hình hài xuất sắc

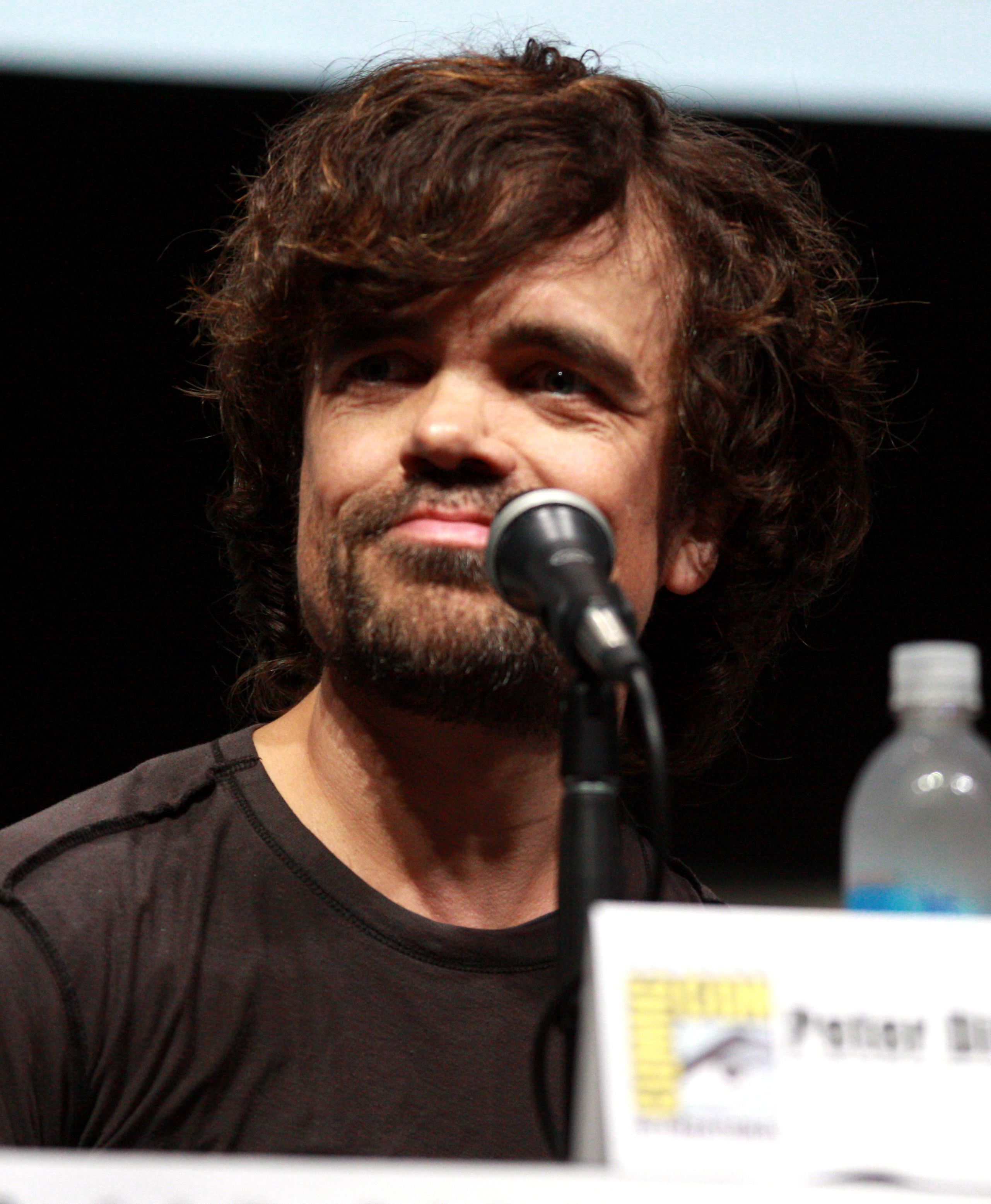
Peter Dinklage, chủ nhân giải nam diễn viên phụ phim truyền hình chính kịch xuất sắc

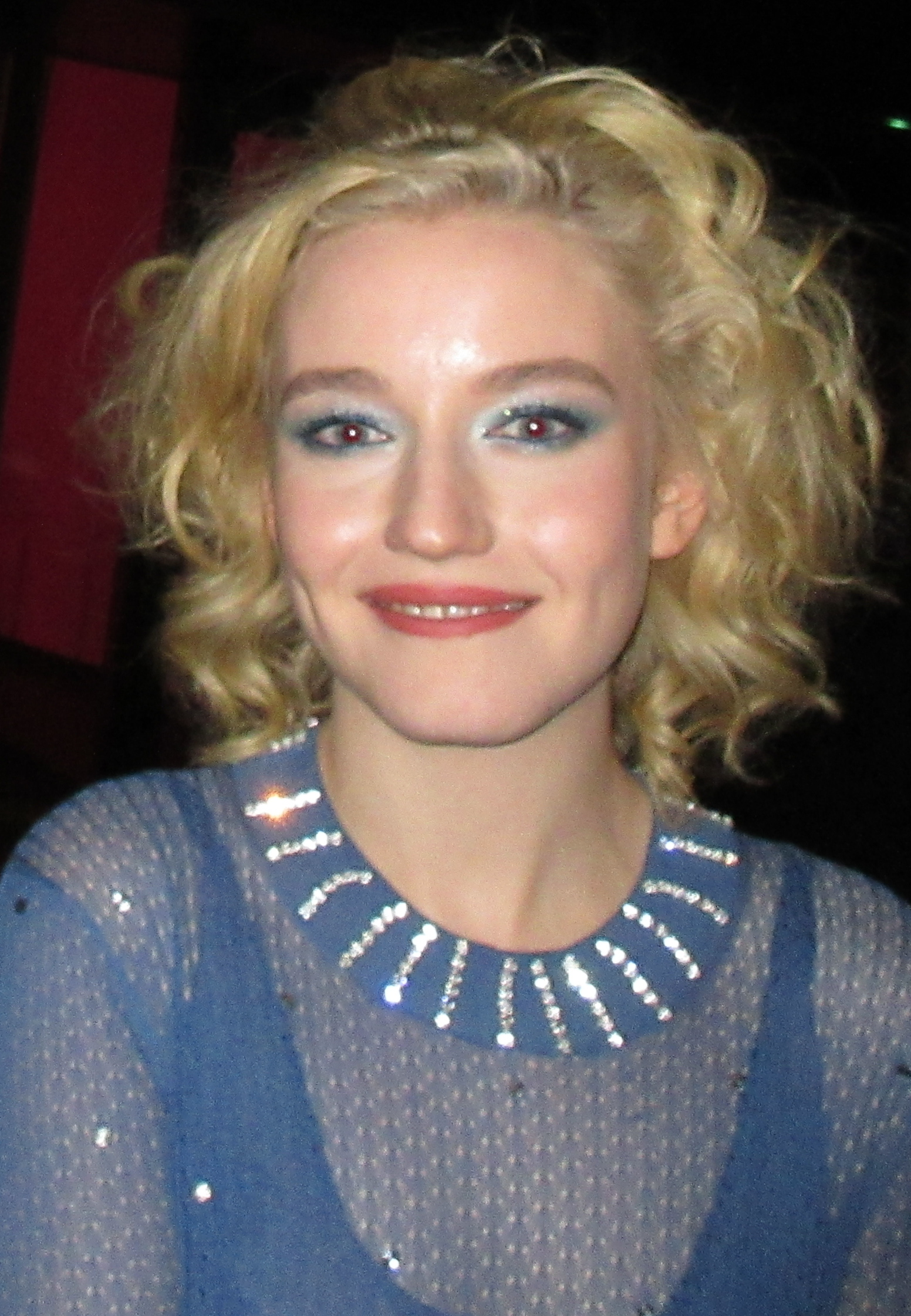
Julia Garner, chủ nhân giải nữ diễn viên phụ phim truyền hình chính kịch xuất sắc

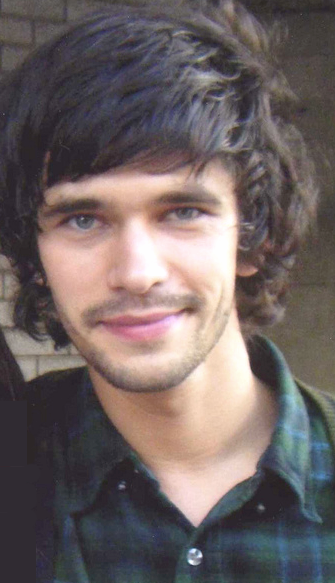
Ben Whishaw, chủ nhân giải nam diễn viên phụ loạt phim ngắn tập/phim truyền hình một tập xuất sắc

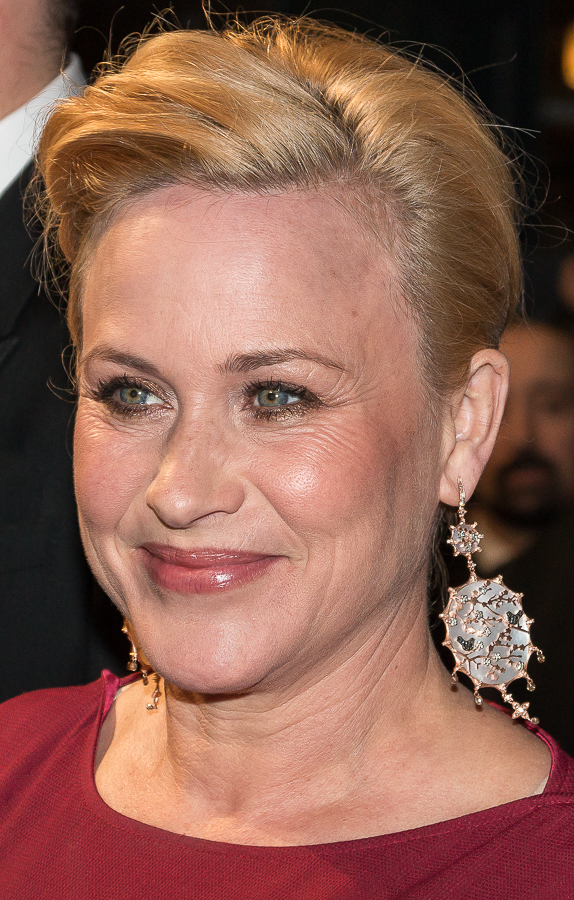
Patricia Arquette, chủ nhân giải nữ diễn viên phụ loạt phim ngắn tập/phim truyền hình một tập xuất sắc

### Chương trình
| Phim truyền hình hài xuất sắc | Phim truyền hình chính kịch xuất sắc |
| --- | --- |
| - Fleabag (Prime Video) - Barry (HBO) - The Good Place (NBC) - The Marvelous Mrs. Maisel (Prime Video) - Russian Doll (Netflix) - Schitt's Creek (Pop TV) - Veep (HBO)                                                                                  | - Game of Thrones (HBO) - Better Call Saul (AMC) - Bodyguard (Netflix) - Killing Eve (BBC America) - Ozark (Netflix) - Pose (FX) - Succession (HBO) - This Is Us (NBC)                                  |
| Phim truyền hình ngắn tập xuất sắc | Phim truyền hình một tập xuất sắc |
| - Chernobyl (HBO) - Escape at Dannemora (Showtime) - Fosse/Verdon (FX) - Sharp Objects (HBO) - When They See Us (Netflix) | - Bandersnatch (Black Mirror) (Netflix) - Brexit (HBO) - Deadwood: The Movie (HBO) - King Lear (Prime Video) - My Dinner with Hervé (HBO)                                                               |
| Chương trình talk show tọa đàm xuất sắc | Chương trình hài tạp kỹ tọa đàm xuất sắc |
| - Last Week Tonight with John Oliver (HBO) - The Daily Show with Trevor Noah (Comedy Central) - Full Frontal with Samantha Bee (TBS) - Jimmy Kimmel Live! (ABC) - The Late Late Show with James Corden (CBS) - The Late Show with Stephen Colbert (CBS) | - Saturday Night Live (NBC) - At Home with Amy Sedaris (truTV) - Documentary Now! (IFC) - Drunk History (Comedy Central) - I Love You, America with Sarah Silverman (Hulu) - Who Is America? (Showtime) |
| Chương trình cuộc thi xuất sắc | |
| - RuPaul's Drag Race (VH1) - The Amazing Race (CBS) - American Ninja Warrior (NBC) - Nailed It! (Netflix) - Top Chef (Bravo) - The Voice (NBC) | |

### Diễn xuất

#### Vai chính
| Nam diễn viên chính phim truyền hình hài xuất sắc | Nữ diễn viên chính phim truyền hình hài xuất sắc |
| --- | --- |
| - Bill Hader vai Barry Berkman / Barry Block trong Barry (Tập: "The Truth Has a Ring to It") (HBO) - Anthony Anderson vai Andre "Dre" Johnson, Sr. trong Black-ish (Tập: "Purple Rain") (ABC) - Don Cheadle vai Mo Monroe trong Black Monday (Tập: "365") (Showtime) - Ted Danson vai Michael trong The Good Place (Tập: "The Worst Possible Use of Free Will") (NBC) - Michael Douglas vai Sandy Kominsky trong The Kominsky Method (Tập: "Chapter One: An Actor Avoids") (Netflix) - Eugene Levy vai Johnny Rose trong Schitt's Creek (Tập: "Rock On!") (Pop TV) | - Phoebe Waller-Bridge vai Fleabag trong Fleabag (Tập: "Episode 1") (Prime Video) - Christina Applegate vai Jen Harding trong Dead to Me (Tập: "I've Gotta Get Away") (Netflix) - Rachel Brosnahan vai Miriam "Midge" Maisel trong The Marvelous Mrs. Maisel (Tập: "Midnight at the Concord") (Prime Video) - Julia Louis-Dreyfus vai Selina Meyer trong Veep (Tập: "Veep") (HBO) - Natasha Lyonne vai Nadia Vulvokov trong Russian Doll (Tập: "Nothing in This World Is Easy") (Netflix) - Catherine O'Hara vai Moira Rose trong Schitt's Creek (Tập: "The Crowening") (Pop TV)                                                                                   |
| Nam diễn viên chính phim truyền hình chính kịch xuất sắc | Nữ diễn viên chính phim truyền hình chính kịch xuất sắc |
| - Billy Porter vai Pray Tell trong Pose (Tập: "Love Is the Message") (FX) - Jason Bateman vai Martin "Marty" Byrde trong Ozark (Tập: "Reparations") (Netflix) - Sterling K. Brown vai Randall Pearson trong This Is Us (Tập: "R & B") (NBC) - Kit Harington vai Jon Snow trong Game of Thrones (Tập: "The Iron Throne") (HBO) - Bob Odenkirk vai Jimmy McGill trong Better Call Saul (Tập: "Winner") (AMC) - Milo Ventimiglia vai Jack Pearson trong This Is Us (Tập: "Sometimes") (NBC)                                                                           | - Jodie Comer vai Oksana Astankova / Villanelle trong Killing Eve (Tập: "I Hope You Like Missionary!") (BBC America) - Emilia Clarke vai Daenerys Targaryen trong Game of Thrones (Tập: "The Last of the Starks") (HBO) - Viola Davis vai Annalise Keating trong How to Get Away with Murder (Tập: "He Betrayed Us Both") (ABC) - Laura Linney vai Wendy Byrde trong Ozark (Tập: "One Way Out") (Netflix) - Mandy Moore vai Rebecca Pearson trong This Is Us (Tập: "The Graduates") (NBC) - Sandra Oh vai Eve Polastri trong Killing Eve (Tập: "You're Mine") (BBC America) - Robin Wright vai Claire Underwood trong House of Cards (Tập: "Chapter 70") (Netflix) |
| Nam diễn viên chính loạt phim ngắn tập/phim truyền hình một tập xuất sắc | Nữ diễn viên chính loạt phim ngắn tập/phim truyền hình một tập xuất sắc |
| - Jharrel Jerome vai Korey Wise trong When They See Us (Netflix) - Mahershala Ali vai Wayne Hays trong True Detective (HBO) - Benicio del Toro vai Richard Matt trong Escape at Dannemora (Showtime) - Hugh Grant vai Jeremy Thorpe trong A Very English Scandal (Prime Video) - Jared Harris vai Valery Legasov trong Chernobyl (HBO) - Sam Rockwell vai Bob Fosse trong Fosse/Verdon (FX) | - Michelle Williams vai Gwen Verdon trong Fosse/Verdon (FX) - Amy Adams vai Camille Preaker on Sharp Objects (HBO) - Patricia Arquette vai Joyce "Tilly" Mitchell trong Escape at Dannemora (Showtime) - Aunjanue Ellis vai Sharonne Salaam trong When They See Us (Netflix) - Joey King vai Gypsy Rose Blanchard trong The Act (Hulu) - Niecy Nash vai Delores Wise trong When They See Us (Netflix) |

#### Vai phụ
| Nam diễn viên phụ phim truyền hình hài xuất sắc | Nữ diễn viên phụ phim truyền hình hài xuất sắc |
| --- | --- |
| - Tony Shalhoub vai Abe Weissman trong The Marvelous Mrs. Maisel (Tập: "We're Going to the Catskills!") (Prime Video) - Alan Arkin vai Norman Newlander trong The Kominsky Method (Tập: "Chapter Two: An Agent Grieves") (Netflix) - Anthony Carrigan vai NoHo Hank trong Barry (Tập: "Past = Present x Future Over Yesterday") (HBO) - Tony Hale vai Gary Walsh trong Veep (Tập: "Veep") (HBO) - Stephen Root vai Monroe Fuches trong Barry (Tập: "berkman > block") (HBO) - Henry Winkler vai Gene Cousineau trong Barry (Tập: "What?!") (HBO)                                                                           | - Alex Borstein vai Susie Myerson trong The Marvelous Mrs. Maisel (Tập: "Vote for Kennedy, Vote for Kennedy") (Prime Video) - Anna Chlumsky vai Amy Brookheimer trong Veep (Tập: "Pledge") (HBO) - Sian Clifford vai Claire trong Fleabag (Tập: "Episode 3") (Prime Video) - Olivia Colman vai Godmother trong Fleabag (Tập: "Episode 4") (Prime Video) - Betty Gilpin vai Debbie Eagan trong GLOW (Tập: "Mother of All Matches") (Netflix) - Sarah Goldberg vai Sally Reed trong Barry (Tập: "The Audition") (HBO) - Marin Hinkle vai Rose Weissman trong The Marvelous Mrs. Maisel (Tập: "Simone") (Prime Video) - Kate McKinnon vai Nhiều nhân vật trong Saturday Night Live (Tập: "Host: Liev Schreiber") (NBC) |
| Nam diễn viên phụ phim truyền hình chính kịch xuất sắc | Nữ diễn viên phụ phim truyền hình chính kịch xuất sắc |
| - Peter Dinklage vai Tyrion Lannister trong Game of Thrones (Tập: "The Iron Throne") (HBO) - Alfie Allen vai Theon Greyjoy trong Game of Thrones (Tập: "The Long Night") (HBO) - Jonathan Banks vai Mike Ehrmantraut trong Better Call Saul (Tập: "Winner") (AMC) - Nikolaj Coster-Waldau vai Jaime Lannister trong Game of Thrones (Tập: "A Knight of the Seven Kingdoms") (HBO) - Giancarlo Esposito vai Gus Fring trong Better Call Saul (Tập: "Piñata") (AMC) - Michael Kelly vai Doug Stamper trong House of Cards (Tập: "Chapter 73") (Netflix) - Chris Sullivan vai Toby Damon trong This Is Us (Tập: "Toby") (NBC) | - Julia Garner vai Ruth Langmore trong Ozark (Tập: "The Gold Coast") (Netflix) - Gwendoline Christie vai Brienne of Tarth trong Game of Thrones (Tập: "A Knight of the Seven Kingdoms") (HBO) - Lena Headey vai Cersei Lannister trong Game of Thrones (Tập: "The Bells") (HBO) - Fiona Shaw vai Carolyn Martens trong Killing Eve (Tập: "Nice and Neat") (BBC America) - Sophie Turner vai Sansa Stark trong Game of Thrones (Tập: "Winterfell") (HBO) - Maisie Williams vai Arya Stark trong Game of Thrones (Tập: "The Long Night") (HBO) |
| Nam diễn viên chính loạt phim ngắn tập/phim truyền hình một tập xuất sắc | Nữ diễn viên chính loạt phim ngắn tập/phim truyền hình một tập xuất sắc |
| - Ben Whishaw vai Norman Josiffe / Norman Scott trong A Very English Scandal (Tập: "Episode 3") (Prime Video) - Asante Blackk vai Kevin Richardson trong When They See Us (Tập: "Part One") (Netflix) - Paul Dano vai David Sweat trong Escape at Dannemora (Tập: "Part 7") (Showtime) - John Leguizamo vai Raymond Santana, Sr. trong When They See Us (Tập: "Part Three") (Netflix) - Stellan Skarsgård vai Boris Shcherbina trong Chernobyl (Tập: "Please Remain Calm") (HBO) - Michael K. Williams vai Bobby McCray trong When They See Us (Tập: "Part One") (Netflix)                                                 | - Patricia Arquette vai Dee Dee Blanchard trong The Act (Tập: "Teeth") (Hulu) - Marsha Stephanie Blake vai Linda McCray trong When They See Us (Tập: "Part Three") (Netflix) - Patricia Clarkson vai Adora Crellin trong Sharp Objects (Tập: "Closer") (HBO) - Vera Farmiga vai Elizabeth Lederer trong When They See Us (Tập: "Part Two") (Netflix) - Margaret Qualley vai Ann Reinking trong Fosse/Verdon (Tập: "Where Am I Going?") (FX) - Emily Watson vai Ulana Khomyuk trong Chernobyl (Tập: "Open Wide, O Earth") (HBO) |

### Đạo diễn
| Đạo diễn phim truyền hình hài xuất sắc | Đạo diễn phim truyền hình chính kịch xuất sắc |
| --- | --- |
| - Fleabag (Tập: "Episode 1"), đạo diễn bởi Harry Bradbeer (Prime Video) - Barry (Tập: "The Audition"), đạo diễn bởi Alec Berg (HBO) - Barry (Tập: "ronny/lily"), đạo diễn bởi Bill Hader (HBO) - The Big Bang Theory (Tập: "The Stockholm Syndrome"), đạo diễn bởi Mark Cendrowski (CBS) - The Marvelous Mrs. Maisel (Tập: "All Alone"), đạo diễn bởi Amy Sherman-Palladino (Prime Video) - The Marvelous Mrs. Maisel (Tập: "We're Going to the Catskills!"), đạo diễn bởi Daniel Palladino (Prime Video) | - Ozark (Tập: "Reparations"), đạo diễn bởi Jason Bateman (Netflix) - Game of Thrones (Tập: "The Iron Throne"), đạo diễn bởi David Benioff và D. B. Weiss (HBO) - Game of Thrones (Tập: "The Last of the Starks"), đạo diễn bởi David Nutter (HBO) - Game of Thrones (Tập: "The Long Night"), đạo diễn bởi Miguel Sapochnik (HBO) - The Handmaid's Tale (Tập: "Holly"), đạo diễn bởi Daina Reid (Hulu) - Killing Eve (Tập: "Desperate Times"), đạo diễn bởi Lisa Brühlmann (BBC America) - Succession (Tập: "Celebration"), đạo diễn bởi Adam McKay (HBO)                                                                       |
| Đạo diễn loạt phim ngắn tập, phim truyền hình một tập hoặc chương trình kịch đặc biệt xuất sắc | Đạo diễn chương trình tọa đàm xuất sắc |
| - Chernobyl, đạo diễn bởi Johan Renck (HBO) - Escape at Dannemora, đạo diễn bởi Ben Stiller (Showtime) - Fosse/Verdon (Tập: "Glory"), đạo diễn bởi Jessica Yu (FX) - Fosse/Verdon (Tập: "Who's Got the Pain"), đạo diễn bởi Thomas Kail (FX) - A Very English Scandal, đạo diễn bởi Stephen Frears (Prime Video) - When They See Us, đạo diễn bởi Ava DuVernay (Netflix) | - Saturday Night Live (Tập: "Host: Adam Sandler"), đạo diễn bởi Don Roy King (NBC) - Documentary Now! (Tập: "Waiting for the Artist"), đạo diễn bởi Alex Buono và Rhys Thomas (IFC) - Drunk History (Tập: "Are You Afraid of the Drunk?"), đạo diễn bởi Derek Waters (Comedy Central) - Last Week Tonight with John Oliver (Tập: "Psychics"), đạo diễn bởi Paul Pennolino (HBO) - The Late Show with Stephen Colbert (Tập: "Live Midterm Election Show"), đạo diễn bởi Jim Hoskinson (CBS) - Who Is America? (Tập: "Episode 102"), đạo diễn bởi Sacha Baron Cohen, Nathan Fielder, Daniel Gray Longino và Dan Mazer (Showtime) |

## Thống kê

### Nhiều đề cử giải chính nhất
Các chương trình nhận nhiều đề cử "giải chính" nhất được liệt kê phía dưới, theo lượng đề cử/tác phẩm và từng kênh:
| Đề cử | Chương trình                       | Kênh phát sóng |
| ----- | ---------------------------------- | -------------- |
| 14    | Game of Thrones                    | HBO            |
| 11    | When They See Us                   | Netflix        |
| 9     | Barry                              | HBO            |
| 7     | Escape at Dannemora                | Showtime       |
| 7     | Fosse/Verdon                       | FX             |
| 7     | The Marvelous Mrs. Maisel          | Prime Video    |
| 6     | Chernobyl                          | HBO            |
| 6     | Fleabag                            | Prime Video    |
| 6     | Killing Eve                        | BBC America    |
| 5     | Better Call Saul                   | AMC            |
| 5     | Ozark                              | Netflix        |
| 5     | This Is Us                         | NBC            |
| 5     | Veep                               | HBO            |
| 4     | Russian Doll                       | Netflix        |
| 4     | Saturday Night Live                | NBC            |
| 4     | A Very English Scandal             | Prime Video    |
| 3     | Documentary Now!                   | IFC            |
| 3     | The Good Place                     | NBC            |
| 3     | Last Week Tonight with John Oliver | HBO            |
| 3     | The Late Show with Stephen Colbert | CBS            |
| 3     | Schitt's Creek                     | Pop TV         |
| 3     | Sharp Objects                      | HBO            |
| 3     | Succession                         | HBO            |
| 2     | The Act                            | Hulu           |
| 2     | Bodyguard                          | Netflix        |
| 2     | Drunk History                      | Comedy Central |
| 2     | Full Frontal with Samantha Bee     | TBS            |
| 2     | The Handmaid's Tale                | Hulu           |
| 2     | House of Cards                     | Netflix        |
| 2     | The Kominsky Method                | Netflix        |
| 2     | Pose                               | FX             |
| 2     | Who Is America?                    | Showtime       |

| Đề cử | Kênh/đài       |
| ----- | -------------- |
| 47    | HBO            |
| 30    | Netflix        |
| 18    | Prime Video    |
| 15    | NBC            |
| 10    | Showtime       |
| 9     | FX             |
| 6     | BBC America    |
| 6     | CBS            |
| 6     | Hulu           |
| 5     | AMC            |
| 3     | ABC            |
| 3     | Comedy Central |
| 3     | IFC            |
| 3     | Pop TV         |
| 2     | TBS            |

### Đoại nhiều giải chính nhất
| Số danh hiệu | Chương trình                       | Kênh/đài    |
| ------------ | ---------------------------------- | ----------- |
| 4            | Fleabag                            | Prime Video |
| 3            | Chernobyl                          | HBO         |
| 2            | Game of Thrones                    | HBO         |
| 2            | Last Week Tonight with John Oliver | HBO         |
| 2            | The Marvelous Mrs. Maisel          | Prime Video |
| 2            | Ozark                              | Netflix     |
| 2            | Saturday Night Live                | NBC         |

| Số danh hiệu | Kênh/đài    |
| ------------ | ----------- |
| 9            | HBO         |
| 7            | Prime Video |
| 4            | Netflix     |
| 2            | FX          |
| 2            | NBC         |